# 三戸式部
三戸 式部（さんのへ しきぶ）は、幕末の盛岡藩家老である。高知衆の一人。諱は與忠。戸沢與一（検校）の次男。また、七戸藩藩主の南部信民の従兄弟にあたる。

## 経歴
藩主たる三戸南部氏一門で、7代藩主南部利視の十男・三戸信駕の開いた角屋敷三戸氏の血筋である。角屋敷三戸家2代目の南部信敞のとき、信敞の長男・秀之助（のちの戸沢検校）が眼病のため廃嫡され、戸沢氏を名乗り分家した家系であった（『参考諸家系図』、『篤焉家訓』）。
天保5年（1834年）、戸沢大五郎は4両5人扶持で分家した。嘉永元年（1848年）、戸沢家当主の兄で横沢兵庫とともに家老兼近習頭及び南部利義傳役であった済彰（駿河）が主命によって戸沢氏から三戸氏に改めたが、当主と嫡男限定の命令だったため、弟の大五郎（式部）は戸沢姓のままであった。
病床にあった兄・三戸済彰が死去すると大五郎はその末期養子となって三戸家を継ぐ。家禄は700石。文久2年（1862年）12月20日に家老に就任する。翌年に式部と改名する。慶応2年（1866年）新田開発により加増、750石余となった。
家老ではあるが家老としての席次的には常に東政図や楢山佐渡より下であった。また楢山と御用人・目時隆之進による奥羽越列藩同盟への加盟を巡る争いには立場を明確にせず、楢山佐渡に一任した。
慶応3年（1867年）に楢山佐渡の指示により藩兵を率いて上洛したが、大津で鳥羽・伏見の戦いを知り、国許に急使を送った。その後、藩命により京都留守居役として情報収集にあたった。慶応4年（1868年）9月に国許に帰国した。その後、奥羽越列藩同盟で旧幕府側についた盛岡藩が新政府軍に降伏する際に、藩主・南部利剛の名代として奥羽鎮撫軍総督・九条道孝に拝謁し降伏した。
明治3年（1870年）隠居、同15年（1882年）死去。跡を嫡男の三戸與彰が継いだ。